# Xanthopteryx confusa
Xanthopteryx confusa är en fjärilsart som beskrevs av Walker 1865. Xanthopteryx confusa ingår i släktet Xanthopteryx och familjen snigelspinnare. Inga underarter finns listade i Catalogue of Life.